# Bastavales
Bastavales (llamada oficialmente San Xulián de Bastavales) es una parroquia española del municipio de Brión, en la provincia de La Coruña, Galicia. 

## Acceso
La principal vía de acceso a la localidad es la AC-300.

## Entidades de población
Entidades de población que forman parte de la parroquia:
- A Igrexa
- A Telleira
- Babenzo
- Baliño (Valiño)
- Bastavaliños
- Beca
- Bemil
- Casaldoeiro
- Caxusa
- Chave de Carballo
- Chave de Ponte
- Coruxido
- Fontao
- Osebe
- Outeiro (O Outeiro)
- Reboredo Grande
- Romarís
- Rubial (O Rubial)
- Sabaxáns
- Saíme
- Soigrexa
- Vidaloíso
- Vilas
- Xinzo

## Demografía
| Gráfica de evolución demográfica de Bastavales entre 2000 y 2018 |
|                                                                  |
| Datos según el nomenclátor publicado por el INE.                 |

## Monumentos

### Iglesia de San Julián
Su principal monumento es la iglesia, construida a mediados del siglo XVII sobre un templo románico anterior. En el mismo lugar se encuentra la Capilla del Carmen, de 1707, de un conjunto monumental de estilo barroco. En la iglesia destaca su interior, con varios retablos de gran riqueza artística. El templo está orientado a occidente para poder así divisar las torres de la Catedral compostelana, cosa poco común puesto que suelen estar orientadas a oriente.
La iglesia de Bastavales es célebre, sobre todo, por ser la protagonista de uno de los poemas más conocidos de Rosalía de Castro, que en su libro Cantares Gallegos dedica un poema a las Campanas de Bastavales, las cuales, instaladas en 1828, se podían oír desde casi cualquier punto del valle de la Mahía.

### Fuente del Carmen
En los entornos de la Iglesia también se encuentra la Fuente del Carmen.